# ギド・メッシーナ
ギド・メッシーナ（Guido Messina、1931年1月4日 - 2020年1月10日）は、イタリア、モンレアーレ出身の元自転車競技選手。

## 経歴
タイムトライアルスペシャリスト的存在の選手であり、トラックレース世界選手権の個人追い抜きでは、アマ部門を含めて通算5回優勝。内、プロ部門では1954年から1956年まで3連覇を達成し、1954年にはユーゴ・コブレを、1956年にはジャック・アンクティルをそれぞれ決勝で破った。
1952年ヘルシンキオリンピックの団体追い抜きで金メダル獲得に貢献。1955年にはジロ・デ・イタリアで区間1勝を挙げている。

## 主な戦績
1948年
- トラックレース世界選手権・アマ個人追抜 優勝

1950年
- トラックレース世界選手権・アマ個人追抜 3位

1951年
- トラックレース世界選手権・アマ個人追抜 3位

1952年
- ヘルシンキオリンピック
  -  団体追抜 優勝（+ マリーノ・モレッティーニ、ミーノ・デ・ロッシ、ロリス・カンパーナ）

1953年
- トラックレース世界選手権・アマ個人追抜 優勝

1954年、プロ転向
- トラックレース世界選手権・プロ個人追抜 優勝
- イタリア選手権・プロ個人追抜 優勝

1955年
- トラックレース世界選手権・プロ個人追抜 優勝
- イタリア選手権・プロ個人追抜 優勝
- ジロ・デ・イタリア 区間1勝(第1)

1956年
- トラックレース世界選手権・プロ個人追抜 優勝
- イタリア選手権・プロ個人追抜 優勝
- イタリア選手権・プロオムニアム 優勝

1957年
- トラックレース世界選手権・プロ個人追抜 3位

1962年、引退。